# Biserica „Sfinții Arhangheli Mihail și Gavriil” din Ermoclia
Biserica „Sf. Arhangheli Mihail și Gavriil” este o biserică amplasată în Ermoclia, raionul Ștefan Vodă, Republica Moldova. Este un monument arhitectural de importanță națională inclus în Registrul monumentelor Republicii Moldova ocrotite de stat cu nr. 300 (raionul Ștefan Vodă). Datează din 1859.